# El Campello
El Campello község Spanyolországban, Alicante tartományban. Lakosainak száma 30 600 fő (2024).

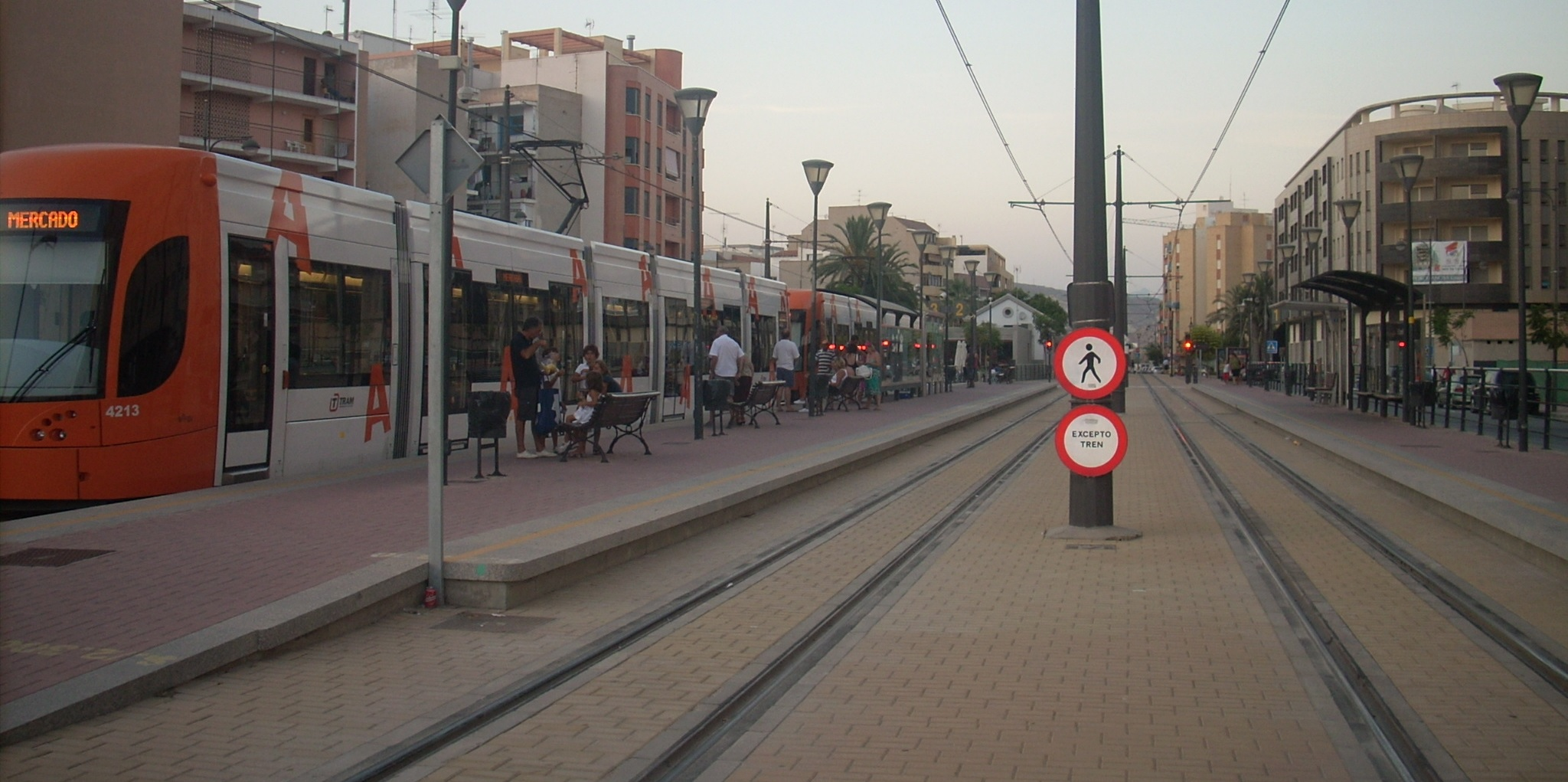
Az El Camplello villamosmegálló

## Fekvése
Alicante városától északra található. El Campello Aigües, Alicante, Busot, Mutxamel, Orxeta, Sant Joan d’Alacant és Villajoyosa községekkel határos.

### Megközelítése
Alicantéból az 1-es vagy a 3-as villamossal illetve a 21-es autóbusszal közelíthető meg.

## Látnivalók
- Torre de la Isleta, 16. századi erődített torony

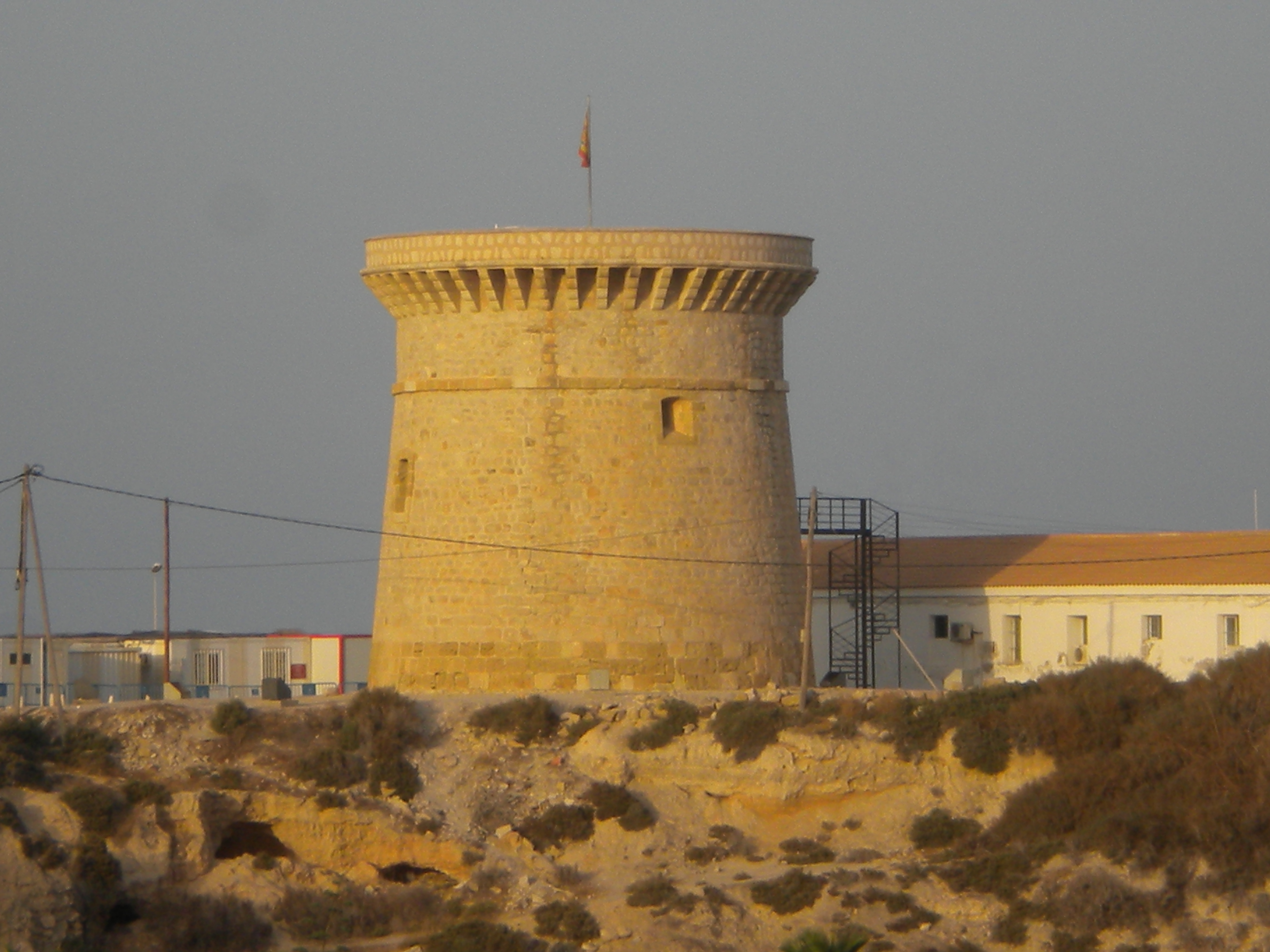
A Torre de la Isleta

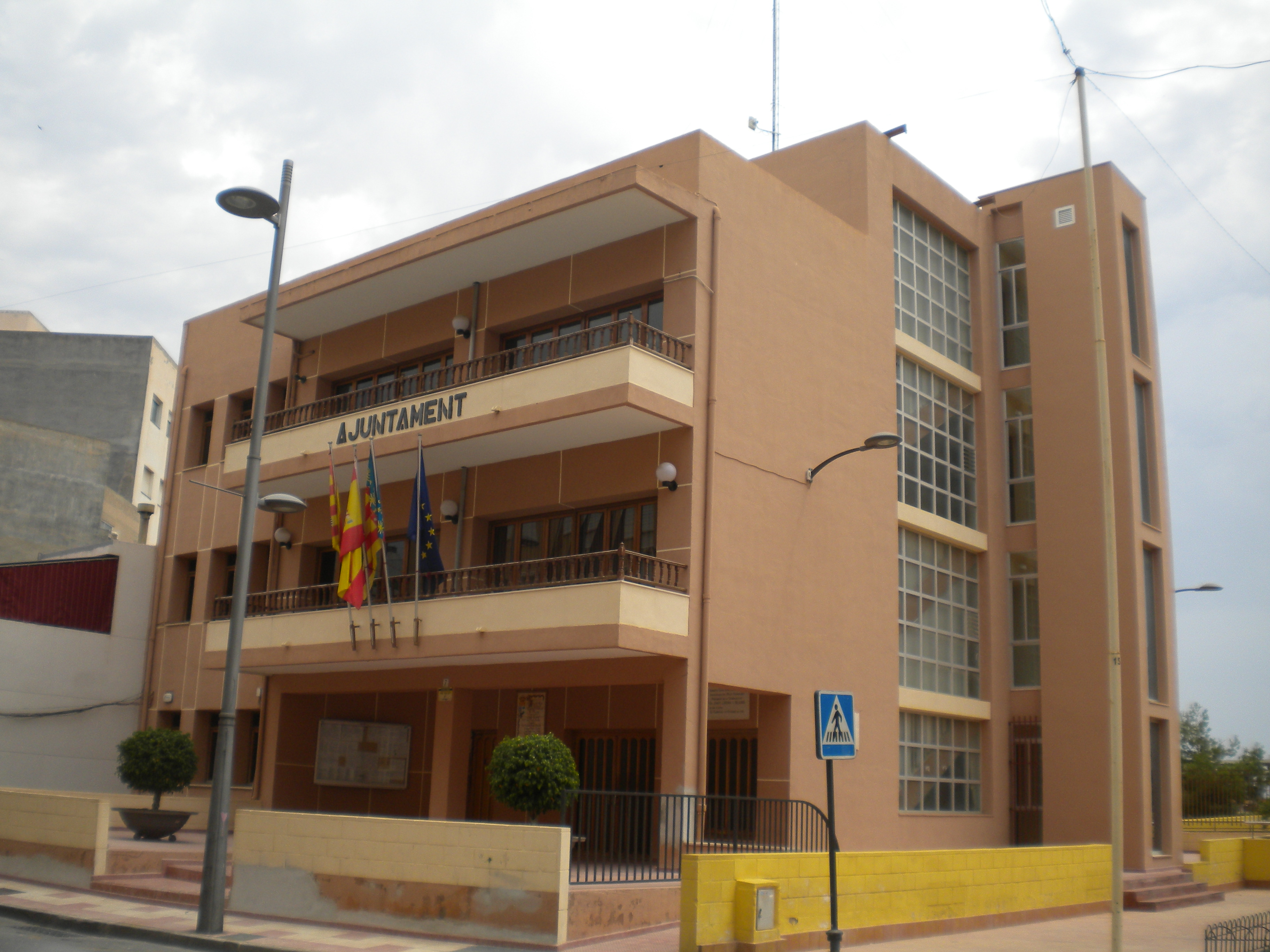
A városháza

## Népessége
A település lakosságának változását az alábbi diagram mutatja:
| Lakosok száma | 19 238 | 22 380 | 24 674 | 26 511 | 27 345 | 27 081 | 27 384 | 28 349 | 29 013 | 30 600 |
|               | 2001   | 2004   | 2006   | 2009   | 2011   | 2014   | 2016   | 2019   | 2021   | 2024   |